# Piperia dilatata
Piperia dilatata es una especie de orquídea terrestre perteneciente a la familia Orchidaceae. Son nativas de los Estados Unidos en Washington.

## Descripción
Es una orquídea de gran tamaño, que prefiere temperaturas frías, con hábitos terrestres, se encuentra en las ciénagas, pantanos y prados húmedos, con un tallo alargado lleva 2 hojas largas y flores en  una inflorescencia terminal erecta de 30 a cm de largo, con hasta 70 flores,  las flores son fragantes y se producen en el verano.

## Taxonomía
Piperia dilatata fue descrita por (Pursh) Szlach. & Rutk. y publicado en Acta Botanica Fennica 169: 380. 2000.
Etimología
El nombre genérico Platanthera deriva del griego y se refiere a la forma de las anteras de las flores ("flores con anteras grandes, planas"). 
Variedades
- Piperia dilatata var. albiflora (Cham.) Szlach. & Rutk.
- Piperia dilatata var. dilatata
- Piperia dilatata var. leucostachys (Lindl.) Szlach. & Rutk.

Sinonimia
- Limnorchis dilatata var. linearifolia Rydb.
- Limnorchis foliosa Rydb.
- Limnorchis fragrans Rydb.
- Limnorchis leptoceratitis Rydb.
- Orchis agastachys Fisch. ex Lindl.
- Platanthera cylindrica Bach.Pyl.
- Platanthera dilatata var. angustifolia Hook.
- Platanthera hyperborea var. dilatata (Pursh) Kraenzl.
- Platanthera hyperborea subsp. dilatata (Pursh) K. Richt[3]

var. albiflora (Cham.) Szlach. & Rutk.
- Habenaria dilatata var. albiflora (Cham.) Correll
- Limnorchis dilatata subsp. albiflora (Cham.) Á.Löve & W.Simon
- Limnorchis dilatata var. albiflora (Cham.) Efimov
- Platanthera dilatata var. albiflora (Cham.) Ledeb.
- Platanthera graminea Lindl.
- Platanthera hyperborea subsp. graminea Rchb.f.
- Platanthera lindleyi Steud.[4]

var. dilatata
- Habenaria dilatata (Pursh) Hook.
- Limnorchis dilatata (Pursh) Rydb.
- Orchis dilatata Pursh
- Platanthera dilatata (Pursh) Lindl. ex L.C.Beck
- Platanthera hyperborea subsp. dilatata (Pursh) Rchb.f.[5]

var. leucostachys (Lindl.) Szlach. & Rutk.
- Habenaria dilatata var. leucostachys (Lindl.) Ames
- Habenaria flagellans S.Watson
- Habenaria graminifolia (Rydb.) J.K.Henry
- Habenaria leptoceratitis J.K.Henry
- Habenaria leucostachys (Lindl.) S.Watson
- Habenaria leucostachys var. robusta (Rydb.) J.K.Henry
- Habenaria leucostachys var. virida Jeps.
- Habenaria pedicellata S.Watson
- Limnorchis graminifolia Rydb.
- Limnorchis leucostachys (Lindl.) Rydb.
- Limnorchis leucostachys var. robusta Rydb.
- Limnorchis leucostachys subsp. robusta (Rydb.) Piper & Beattie
- Platanthera dilatata var. leucostachys (Lindl.) Luer
- Platanthera dilatata var. leucostachys (Lindl.) Hultén
- Platanthera hyperborea var. leucostachys (Lindl.) Kraenzl.
- Platanthera leucostachys Lindl.[6]